# Pawel Grigorjewitsch Tager
Pawel Grigorjewitsch Tager (russisch Павел Григорьевич Тагер; * 1. Oktober 1903 in Moskau; † 30. Juni 1971 ebenda) war ein sowjetischer Erfinder im Bereich des Tonfilms.
Im März 1928 stellte Pawel Tager ein für die Filmarbeit geeignetes Tonaufnahmegerät vor. Im September des gleichen Jahres präsentierte der Leningrader Ingenieur Alexander Schorin ein verbessertes Gerät. Diese Erfindung wurde 1931 im ersten sowjetischen Tonfilm Der Weg ins Leben von Regisseur Nikolai Ekk eingesetzt.
Tager wurde der Staatspreis der UdSSR verliehen, der Leninorden und weitere Auszeichnungen.